# Manuel Antonio Matta Goyenechea
Manuel Antonio Matta Goyenechea (Copiapó 27 februari 1826 - Santiago 12 juni 1892) was een Chileens politicus, advocaat en schrijver. Hij was samen met Pedro León Gallo oprichter van de Partido Radical (1863).

## Biografie
Hoewel geboren in de noordelijke stad Copiapó groeide hij op in Santiago en woonde ook het grootste deel van zijn leven in de Chileense hoofdstad. Zijn vader Eugenio De Matta Vargas (1802-1859) was een succesvol zakenman die getrouwd was met Petronila Goyenechea die afkomstig was uit een rijke familie in het noorden van Chili.
Hij bezocht het seminarie en het Nationaal Instituut in Santiago en studeerde aldaar rechten aan de Universiteit van Chili (1842). Hij onderbrak zijn rechtenstudie van 1844 tot 1849 voor een langdurig verblijf in Europa waar hij verschillende steden bezocht, waaronder Berlijn en Parijs. Tijdens zijn verblijf in Europa ontmoette hij jonge Chileense intellectuelen die zich daar gevestigd hadden en die hem met hun radicale ideeën blijvend beïnvloedden. In februari 1848 was hij getuige van de Revolutie in Frankrijk waar een einde werd gemaakt aan de monarchie en radicale republikeinen en liberalen aan de macht kwamen. Sterk onder indruk van het gebeuren in Frankrijk keerde hij in 1849 naar Chili terug en voltooide zijn rechtenstudie in datzelfde jaar waarna hij zich in Santiago vestigde als journalist en uitgever.
In de eerste jaren na zijn terugkeer in Chili schreef hij literaire bijdragen voor de tijdschriften Revista Santiago, El Picaflor en La Revista. Later begaf hij zich op politiek terrein. In 1855 werd hij voor de Partido Liberal (Liberale Partij) in de Kamer van Afgevaardigden gekozen. In 1863 verliet hij de liberale partij en richtte met gelijkgezinden (w.o. een jongere broer, Guillermo) de Partido Radical (Radicale Partij) op. Deze nieuwe, progressieve partij, was combineerde klassiek liberalisme en sociaalliberalisme met een hevig antiklerikalisme. Zijn hele werkzame leven bleef Matta overtuigd van de meerwaarde van seculier onderwijs. De radicalen waar in zekere zin intolerant omdat ze tegenstander waren van het kerkelijk onderwijs en de Chileense jeugd wilden dwingen om naar openbare scholen te gaan.
Matta werd in 1864 voor de Partido Radical in de Kamer van Afgevaardigden gekozen en diende vervolgens vier opeenvolgende termijnen als radicaal parlementariër. Aanvankelijk waren de relaties tussen radicalen en de elkaar opvolgende liberale regeringen goed, maar deze relaties verslechterden onder de autoritaire president José Manuel Balmaceda (v.a. 1886). In woord en geschrift keerde Matta zich tegen de president via zijn krant El Atacameño. De president liet daarop de krant verbieden en Matta werd enige tijd gevangen gehouden.
Aan het begin van de Chileense Burgeroorlog (1891) vestigde Matta zich in Buenos Aires. Aan het einde van de oorlog werd hij door de voorzitter van de revolutionaire junta, kapitein-ter-zee Jorge Montt, benoemd tot minister van Buitenlandse Zaken.
Na de oorlog werd hij in de Senaat gekozen. Hij bleef senator tot zijn overlijden in 1892.